# Viña del Mar Open 1982
Il Viña del Mar Open 1982 è stato un torneo di tennis giocato sulla terra rossa. È stata la 2ª edizione del torneo che fa parte del Volvo Grand Prix 1982. Si è giocato a Viña del Mar in Cile dal 25 al 31 gennaio 1982.

## Campioni

### Singolare maschile
Pedro Rebolledo ha battuto in finale  Raúl Ramírez con il punteggio di 6–4 3–6 7–6

### Doppio maschile
Manuel Orantes /  Raúl Ramírez hanno battuto in finale  Guillermo Aubone /  Ángel Giménez per abbandono